# Sessibugula translucens
Sessibugula translucens är en mossdjursart som beskrevs av Osburn 1950. Sessibugula translucens ingår i släktet Sessibugula och familjen Bugulidae. Inga underarter finns listade i Catalogue of Life.